# Dalliance
Dalliance è un'opera teatrale del drammaturgo britannico Tom Stoppard, basata su Amoretto di Arthur Schnitzler e debuttata a Londra nel 1986. 

## Trama
Fritz è un affascinante dragone nella Vienna degli anni 1890 e la sua routine viene improvvisamente interrotta dalla fine della sua relazione clandestina con una sofisticata signora sposata dell'alta società, che ha voluto terminare il rapporto per paura che il marito ne venisse a conoscenza. Il suo amico Theodore allora presenta Fritz a Christine, una sarta della Wiener Staatsoper, credendo che una liaison con una donna della classe operaia possa distrarre Fritz dai suoi dolori. Ma, poco dopo l'inizio della sua relazione con Christine, Fritz viene sfidato a duello dal marito dell'amante. Il protagonista, al contrario del marito offeso, non è un abile tiratore e sa che inevitabilmente il duello terminerà con la sua morte. Nei pochi giorni di vita che gli rimangono, Fritz e Christine si innamorano profondamente e il dandy riconosce che una vita semplice e piena di affetti sinceri è da preferire allo stile mondano da bon viveur che conduve prima di conoscere la sarta. Mentre Christine effettua delle riparazioni dell'ultimo minuto ai costumi dei cantanti - che stanno portando in scena l'operetta di Carl Zeller Der Obersteiger, curiosamente simile alla storia di Fritz - alla sarta viene comunicata la notizia che Fritz è stato ucciso in un duello.

## Storia degli allestimenti
Dalliance esordì nella sala Lyttelton del National Theatre il 27 maggio 1986, per la regia di Peter Wood. Facevano parte del cast: Stephen Moore (Fritz), Tim Curry (Theodore), Brenda Blethyn (Christine), Michael Bryant (Hans), Sally Dexter (Mizi) e Sara Kestelman (Frau Binder). La prima statunitense avvenne nell'aprile successivo al Long Wharf Theatre di New Haven, con la regia di Kenneth Frankel e un cast che annoverava Campbell Scott nella parte di Fritz e un giovane Stanley Tucci in quella di Theodore. Dalliance ottenne recensioni fredde, che criticarono la mancanza delle qualità linguistiche che avevano reso celebre Stoppard, ma anche un atteggiamento un po' antiquato nei confronti dell'opera che andava riadattando. Infatti, se da una parte Amoretto suggeriva la precarietà dello stato di Christine (inferiore a Fritz economicamente e socialmente) ed evidenziava la crudeltà con cui il protagonista era disposto ad usarla come un semplice svago, dall'altra l'adattamento di Stoppard fu accusato di rendere meno evidenti questi aspetti a favore di una critica piuttosto vaga della superficialità della società.